# Journey Behind the Falls

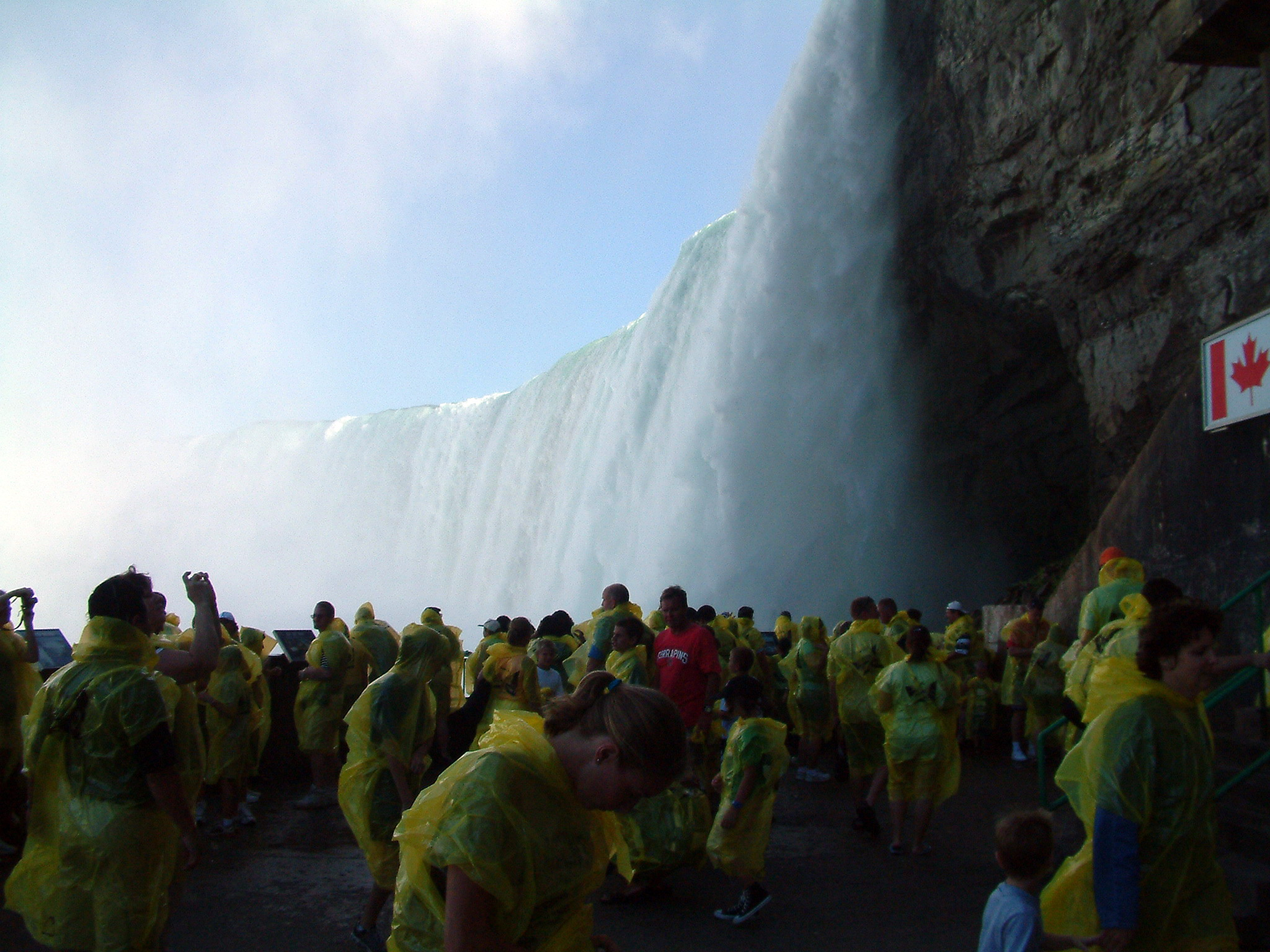
Aussichtsplattform „Journey Behind the Falls“

Journey Behind the Falls ist der Name eines Aussichtspunktes in Niagara Falls (Ontario), Kanada. Er ist berühmt für den Blick hinter die Absturzkante der Niagarafälle. Er ist nur über einen Aufzug erreichbar und kostet Eintritt.